# 尤皮克语
尤皮克语（Yupik），阿拉斯加中西部和西伯利亚东北部尤皮克人所使用的语言，属于爱斯基摩-阿留申语系爱斯基摩语族。公元前2000年左右，阿留申语与爱斯基摩语开始分化。1000左右，尤皮克语分化自因纽特语。

## 分类
- 纳乌坎尤皮克语（Naukan Yupik），分布于西伯利亚楚科奇半岛，使用人数约100人。
- 中西伯利亚尤皮克语（Central Siberian Yupik），分布于阿拉斯加圣劳伦斯岛、西伯利亚。中西伯利亚尤皮克语圣劳伦斯岛方言使用人数约1000人；西伯利亚Chaplino方言使用人数约300人 。
- 中阿拉斯加尤皮克语（Central Alaskan Yup'ik） ，分布于阿拉斯加。使用人数约13,000人。
- 太平洋湾尤皮克语（Pacific Gulf Yupik） ，分布地区西起阿拉斯加半岛，东至威廉王子湾。使用人数500 – 1,000人。
- 西伦尼克语（Sirenik），已经于2007年消亡，曾在楚科奇半岛使用。

## 外部連結
- The Asiatic (Siberian) Eskimos （页面存档备份，存于）
- Alaskan Orthodox texts (Yup'ik) （页面存档备份，存于）
- Ayaprun Elitnaurvik – Yupik Immersion School （页面存档备份，存于）
- Nunivak Island Cup'ig Language Preliminary Dictionary